# Dolly Davis
Dolly Davis, gebürtig Julienne Alexandrine David, (* 30. Oktober 1896 in Paris; † 3. November 1962 in Neuilly-sur-Seine, Frankreich) war eine französische Schauspielerin mit moderater Karriere beim Film der 1920er und 1930er Jahre.

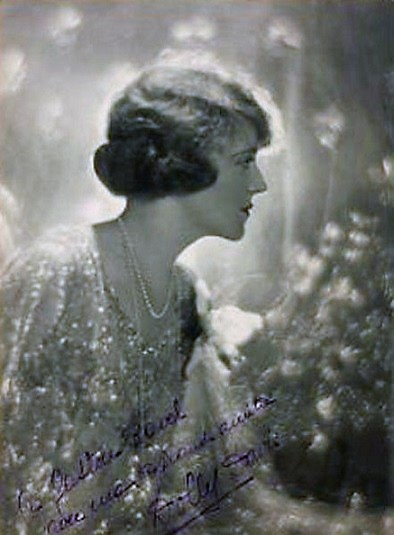
Dolly Davis

## Leben und Wirken
Die gebürtige Pariserin Julienne Alexandrine David wurde 1920 schlagartig durch ihre Teilnahme an einem Wettbewerb unter dem Titel „La plus belle femme de France“ (Die schönste Frau Frankreichs) bekannt und belegte den sechsten Platz. Daraufhin wurde noch im selben Jahr die Filmwirtschaft auf sie aufmerksam. Anfänglich mit wenig bedeutsamen Aufgaben betraut, gelang wenig später der Künstlerin, die sich nunmehr Dolly Davis nannte, rasch der Aufstieg zum Star. Die gebürtige Pariserin spielte Hauptrollen in frühen Inszenierungen bekannter Regisseure wie René Clair, Henri Krauss und Gaston Ravel. 1926 für eine deutsch-französische Gemeinschaftsproduktion erstmals in das Land des ehemaligen Weltkriegsgegners verpflichtet, blieb Dolly Davis bis zum Ende der Stummfilmära 1929 in Berlin tätig und drehte dort (und mit Außendrehs in Spanien und Marokko) Film auf Film.
Die deutschsprachigen Kritiken betrachteten Davis‘ Leinwand-Präsenz und ihre schauspielerischen Stummfilm-Leistungen weitgehend mit Wohlwollen. Zu ihrem 1924 entstandenen Film Paris war beispielsweise im Salzburger Volksblatt zu lesen: „Die Hauptfigur, Dolly Davis, erinnert mitunter lebhaft an Aud Egede Nissen und das sagt genug zu ihrem Lobe“. Das Fachblatt Mein Film konstatierte bezüglich des Films Le Chauffeur de Mademoiselle: Dolly Davis, „[d]iese grazile Darstellerin spielt mit Liebenswürdigkeit, ist entzückend frisch und lieb.“. Über die Französin in Gustav Ucickys Erstling Tingel-Tangel war in der Österreichischen Film-Zeitung folgendes zu lesen: „Dolly Davis ist eine entzückende Erscheinung. Sie hat mehr als Talent, sie hat unendlich viel Charme. Sie wird das Publikum im Sturm erobern“. Zu ihrer Leistung in ihrem letzten deutschen Stummfilm Der Erzieher meiner Tochter heißt es schließlich in der Freiheit!: „Dolly Davis als kronenlüsterne Miß sehr herzig und glaubhaft“.
Mit Anbruch der Tonfilmzeit kehrte Davis in ihre Heimatstadt Paris zurück und wirkte nunmehr vor allem in französischen Produktionen mit. Zweimal trat sie zu Beginn der 1930er Jahre auch mit Hauptrollen in so genannten Versionenfilmen auf, also französischen Fassungen deutscher Originale, die von den beiden Regie-Veteranen Rudolf Meinert und Johannes Guter inszeniert wurden. Bereits 1938 endete die Filmkarriere der Schauspielerin, und sie zog sich ins Privatleben zurück. Dolly Davis starb wenige Tage nach der Vollendung ihres 66. Geburtstages an den Folgen eines chirurgischen Eingriffs.

## Filmografie
- 1920: Un conte de Noël
- 1920: La Bourrasque
- 1921: Hantise
- 1922: L'Idée de Françoise
- 1923: Vidocq
- 1923: Geneviève
- 1924: Claudine et le poussin
- 1924: Die Kinder von Montmartre (Paris)
- 1925: Mon frère Jacques
- 1925: Le Voyage imaginaire
- 1925: Paris en cinq jours
- 1926: Parkettsessel 47
- 1926: Fräulein Josette – meine Frau
- 1926: Les Fiançailles Rouges
- 1927: Die geheimnisvolle Yacht (Feu!)
- 1927: Tingel-Tangel
- 1927: Das kleine Schokoladenmädchen (La Petite Chocolatière)
- 1928: Frauenraub in Marokko
- 1928: Le Chauffeur de Mademoiselle
- 1928: Crime passionnel
- 1929: Verirrte Jugend
- 1929: La Merveilleuse Journée
- 1929: Die weißen Rosen von Ravensberg
- 1929: Der Narr seiner Liebe
- 1929: Der Erzieher meiner Tochter
- 1930: Un trou dans le mur
- 1930: La Dernière Berceuse
- 1931: La Chanson des nations-
- 1931: Échec et mat
- 1931: Gagne ta vie
- 1932: L'Amour en vitesse
- 1932: Allo, mademoiselle !
- 1932: Brumes de Paris
- 1933: La Veine d'Anatole
- 1934: Une nuit de folies
- 1934: Un train dans la nuit
- 1935: L'École des viertes
- 1936: Bichon
- 1936: Trois jours de perm'
- 1938: Bar du sud